# Verkiezingen voor het Europees Parlement 2014/Kandidatenlijst/PvdA

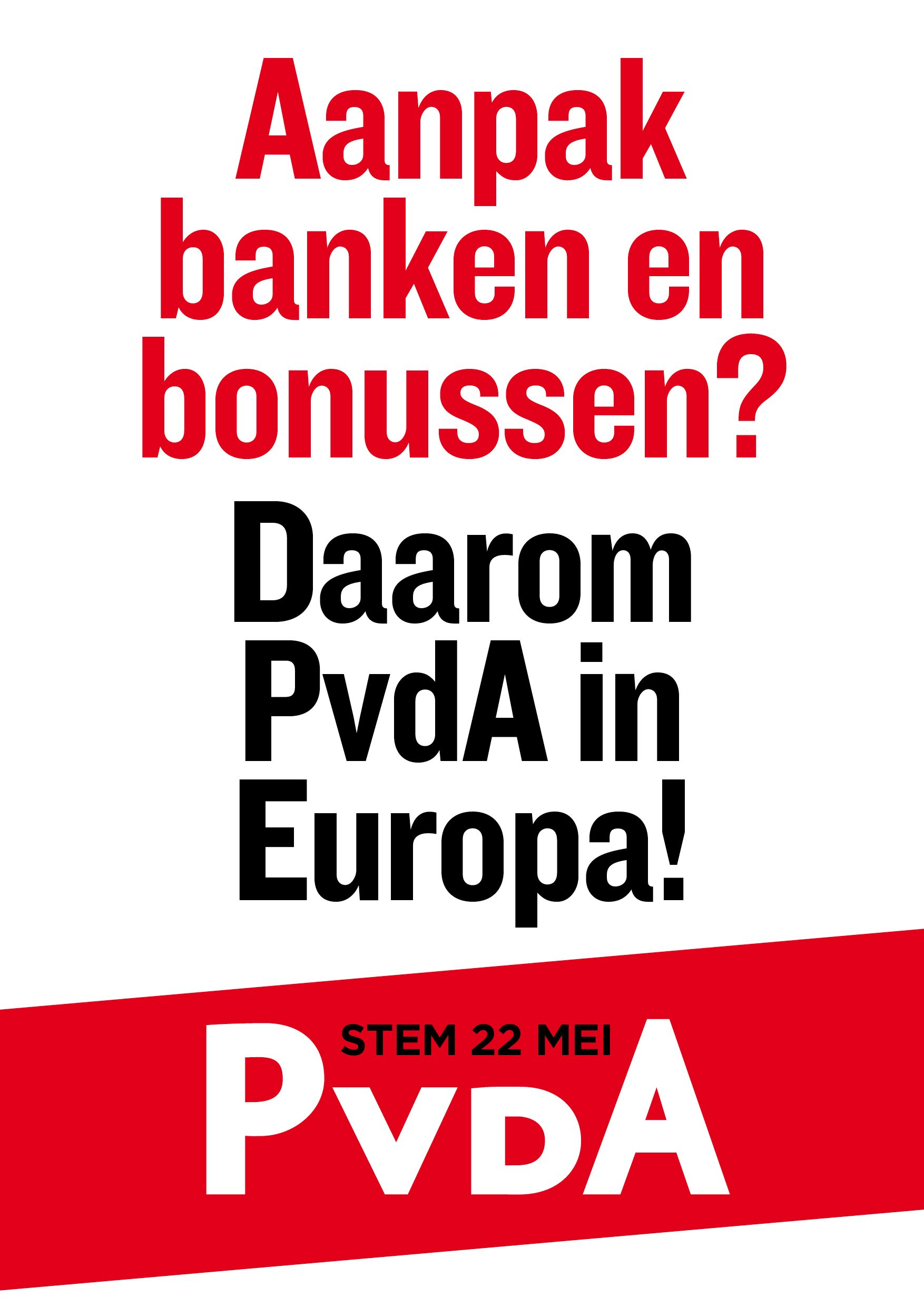
Campagneposter

De kandidatenlijst voor de Europese Parlementsverkiezingen 2014 van de P.v.d.A./Europese Sociaaldemocraten (lijstnummer 3) is na controle door de Kiesraad als volgt vastgesteld:
1. Tang P.J.G. (Paul) (m), Amsterdam
2. Jongerius A.M. (Agnes) (v), Utrecht
3. Piri K.P. (Kati) (v), 's-Gravenhage
4. Emmelkamp M.D. (Michiel) (m), Groningen
5. Sneijder P.A. (Paul) (m), Tervuren (BE)
6. Goudappel F.A.N.J. (Flora) (v), Rotterdam
7. Tekin A. (Adnan) (m), Amsterdam
8. Naron B.A.A. (Bernard) (m), Brussel (BE)
9. Kalkan N. (Nejra) (v), Brussel (BE)
10. Verdel C.D.M. (Kirsten) (v), Rotterdam
11. Terphuis S. (Sander) (m), 's-Gravenhage
12. Rijpstra H. (Houkje) (v), Giekerk
13. Oosterwijk G.R. (Gerard) (m), Amsterdam
14. Michels-Knoet A.J.H. (Antoinette) (v), Vlierden
15. Van Drooge S.W. (Bas) (m), Amsterdam
16. Clerx M.J.P.A. (Marijke) (v), Urmond
17. Meuleman A.A.M. (Louis) (m), 's-Gravenhage
18. Kraneveldt-van der Veen M. (Margot) (v), Zoetermeer
19. Van Oorschot F.A. (Frank) (m), Terneuzen
20. Baggerman M.W. (Maaike) (v), Beusichem
21. Schuurman Hess J.N. (Jan) (m), Kats
22. Greuter-de Wit M.G. (Marjolein) (v), Willemstad
23. Letschert H.B.R. (Henk) (m), Gouda
24. Pilon A. (Annelies) (v), Voorburg
25. Van der Hoeven P.C.T. (Pieter) (m), Heemstede
26. Ruijgrok H.G.W. (Willemien) (v), Heemstede
27. Van der Varst G.H.A. (Geert) (m), Leiden
28. Bouazani K. (Gadiza) (v), Utrecht
29. Groot B.Q. (Muus) (m), Tonden
30. Vedelaar N. (Nelleke) (v), Zwolle
31. De Vries A.A. (Albert) (m), Middelburg
32. Gijsbertha M.E. (Maruschka) (v), Brussel (BE)
33. Buursink D. (Dick) (m), Enschede
34. Karisli N. (Nurten) (v), Rotterdam
35. Van der Tuuk A. (Ard) (m), Schipborg
36. Asante A.A. (Amma) (v), Badhoevedorp
37. Leenders H.J.M. (Henk) (m), Breda
38. Abdi F. (Fatihya) (v), Amsterdam
39. De Vries F. (Frank) (m), Groningen
40. Tan I.Y. (Ing Yoe) (v), Amsterdam
41. Leeuwe C. (Chris) (m), Lelystad
42. Haouli S. (Souad) (v), Lelystad
43. Sent E.M. (Esther-Mirjam) (v), Nijmegen
44. Wolfs O.M.T. (Odile) (v), Gronsveld
45. Elatik F. (Fatima) (v), Amsterdam
46. Maas T.A. (Trude) (v), Utrecht
47. Van den Hul K.A.E. (Kirsten) (v), Amsterdam

CDA-Europese Volkspartij · 
PVV (Partij voor de Vrijheid) ·
P.v.d.A./Europese Sociaaldemocraten ·
VVD ·
Democraten 66 (D66)-ALDE ·
GROENLINKS ·
SP (Socialistische Partij) ·
ChristenUnie-SGP ·
Artikel50 ·
IQ, de Rechten-Plichten-Partij ·
Piratenpartij ·
50PLUS ·
De Groenen ·
Anti EU(ro) Partij ·
Liberaal Democratische Partij ·
JEZUS LEEFT ·
ikkiesvooreerlijk.eu ·
Partij voor de Dieren ·
Aandacht en Eenvoud